# Бурмакіно (Можгинський район)
Бурма́кіно (рос. Бурмакино) — присілок в Можгинському районі Удмуртії, Росія.
Урбаноніми:
- вулиці — Польова

## Населення
Населення — 2 особи (2010; 17 в 2002).
Національний склад станом на 2002 рік:
- удмурти — 94 %